# 니시 케이코 (1948년)
니시 케이코(일본어: 西 恵子, 1948년 12월 11일 ~ )는 일본의 전 여배우이다. 니가타현 나가오카시 출신이다.